# Potentilla montana
Potentilla montana är en rosväxtart som beskrevs av Felix de Silva Avellar Brotero. Potentilla montana ingår i Fingerörtssläktet som ingår i familjen rosväxter. Inga underarter finns listade i Catalogue of Life.

## Bildgalleri

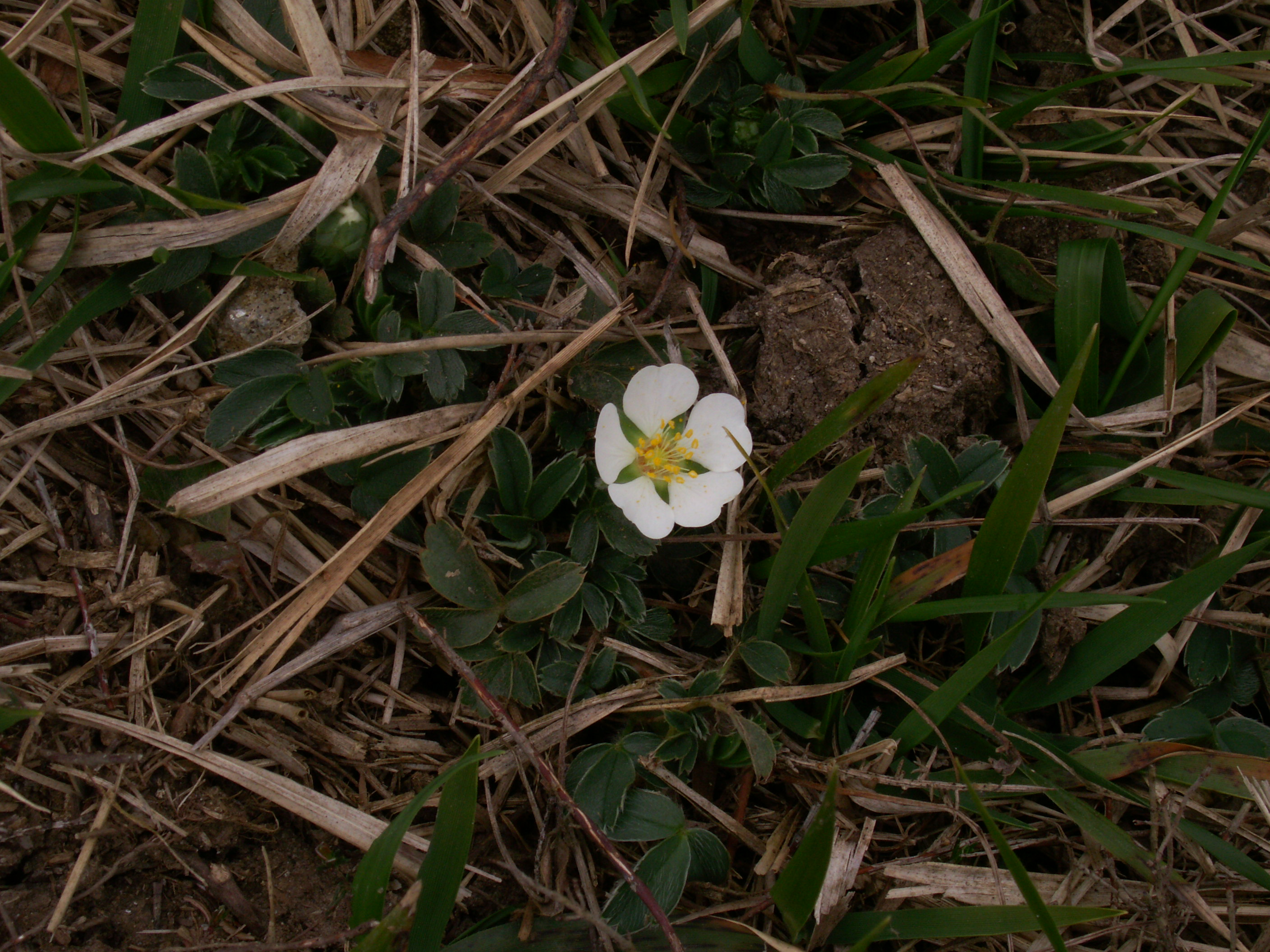
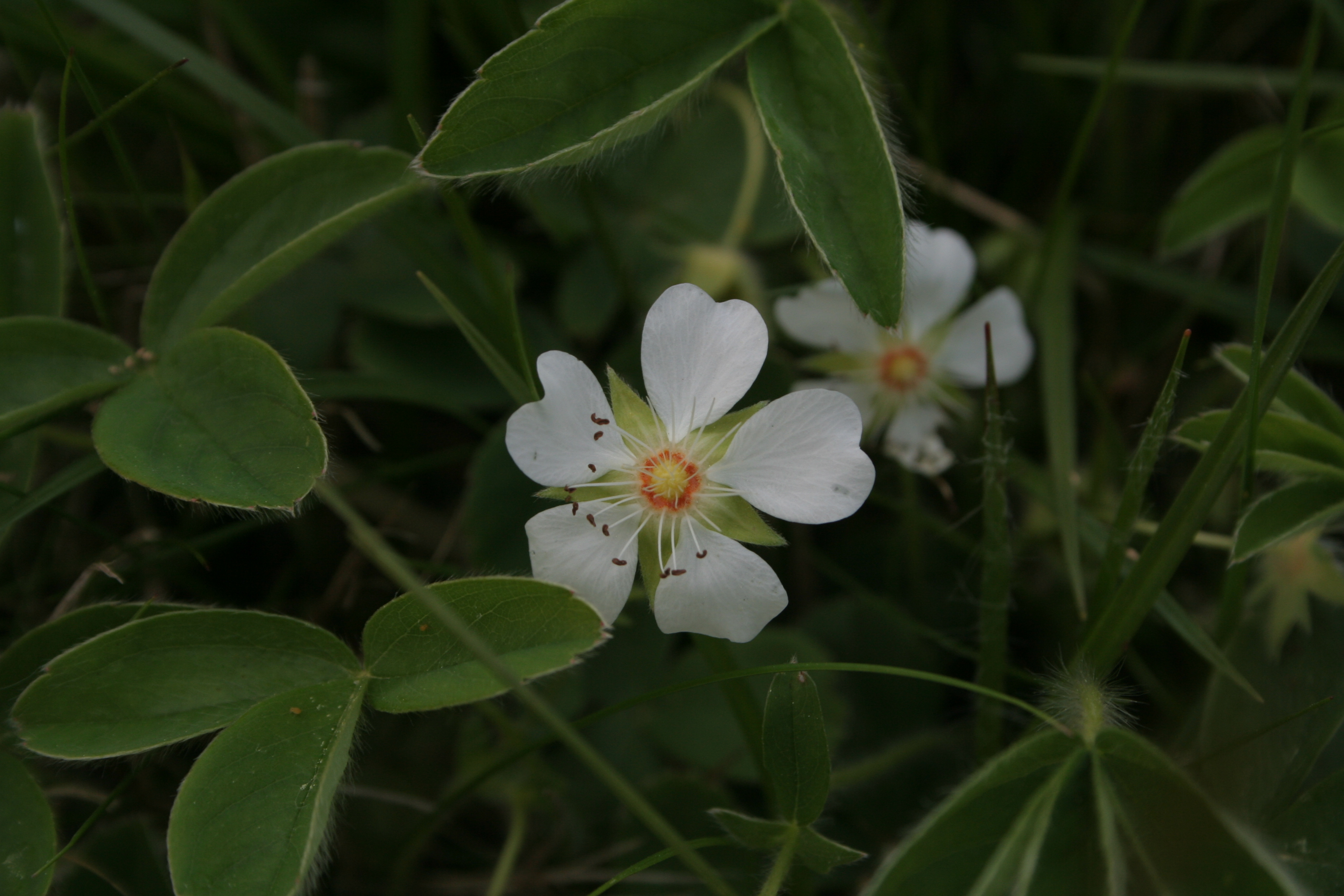